# Championnat de Suisse de football 1927-1928
Navigation
Édition précédente Édition suivante
La 31e édition du championnat de Suisse de football est remportée par le Grasshopper-Club Zurich.
Le FC Nordstern Bâle termine deuxième. L'Étoile Carouge FC complète le podium. 
Le championnat est divisé en trois groupes de neuf. Les premiers de chaque groupe sont qualifiés pour la phase finale décidant du champion. Les derniers de chaque groupe jouent des matchs de barrage de relégation contre les premiers de deuxième division.

## Les clubs de l'édition 1927-1928
| Club                     | Ville             |
| ------------------------ | ----------------- |
| Blue Stars Zurich        | Zurich            |
| BSC Old Boys             | Bâle              |
| BSC Young Boys           | Berne             |
| Cantonal Neuchâtel       | Neuchâtel         |
| Concordia Bâle           | Bâle              |
| Étoile Carouge FC        | Carouge           |
| Étoile La Chaux-de-Fonds | La Chaux-de-Fonds |
| FC Aarau                 | Aarau             |
| FC Bâle                  | Bâle              |
| FC Berne                 | Berne             |
| FC Biel-Bienne           | Bienne            |
| FC Brühl Saint-Gall      | Saint-Gall        |
| FC Chiasso               | Chiasso           |
| FC Fribourg              | Fribourg          |
| FC Granges               | Granges           |
| FC La Chaux-de-Fonds     | La Chaux-de-Fonds |
| FC Lugano                | Lugano            |
| FC Nordstern Bâle        | Bâle              |
| FC Saint-Gall            | Saint-Gall        |
| FC Solothurn             | Solothurn         |
| FC Winterthur            | Winterthour       |
| FC Zurich                | Zurich            |
| Grasshopper-Club Zurich  | Bâle              |
| Lausanne-Sports          | Lausanne          |
| Servette FC              | Genève            |
| Urania Genève Sport      | Genève            |
| Young Fellows Zurich     | Zurich            |

## Compétition

### Classements
Le classement est établi sur le barème de points classique (victoire à 2 points, match nul à 1, défaite à 0).

#### Groupe Ouest
| Rang | Équipe                   | Pts | J  | G  | N | P | Bp | Bc | Diff |
| ---- | ------------------------ | --- | -- | -- | - | - | -- | -- | ---- |
| 1    | Étoile Carouge FC        | 27  | 16 | 13 | 1 | 2 | 41 | 15 | +26  |
| 2    | Servette FC              | 20  | 16 | 10 | 0 | 6 | 52 | 26 | +26  |
| -    | FC Biel-Bienne           | 20  | 16 | 8  | 4 | 4 | 31 | 22 | +9   |
| 4    | Étoile La Chaux-de-Fonds | 17  | 16 | 6  | 5 | 5 | 30 | 28 | +2   |
| 5    | Lausanne-Sports          | 13  | 16 | 5  | 3 | 8 | 32 | 36 | -4   |
| -    | FC La Chaux-de-Fonds     | 13  | 16 | 5  | 3 | 8 | 19 | 32 | -13  |
| 7    | FC Fribourg              | 12  | 16 | 5  | 2 | 9 | 22 | 36 | -14  |
| -    | Urania Genève Sport      | 12  | 16 | 5  | 2 | 9 | 19 | 33 | -14  |
| 9    | FC Cantonal Neuchâtel    | 10  | 16 | 3  | 4 | 9 | 14 | 32 | -18  |

|  | Qualification pour la phase finale |
|  | Barrages de relégation             |

Barrage de relégation
Le barrage oppose le FC Cantonal Neuchâtel, dernier du groupe Ouest, au Forward Morges, leader du groupe Ouest de deuxième division. Le score cumulé des rencontres aller-retour se soldant par un score nul, un troisième match est joué pour départager les deux équipes.
| Équipe 1       | Résultat | Équipe 2              | Aller | Retour | Match 3 |
| -------------- | -------- | --------------------- | ----- | ------ | ------- |
| Forward Morges | 2 - 4    | FC Cantonal Neuchâtel | 0 - 1 | 2 - 1  | 0 - 2   |

#### Groupe Centre
| Rang | Équipe            | Pts | J  | G  | N | P  | Bp | Bc | Diff |
| ---- | ----------------- | --- | -- | -- | - | -- | -- | -- | ---- |
| 1    | FC Nordstern Bâle | 23  | 16 | 10 | 3 | 3  | 40 | 11 | +29  |
| 2    | BSC Young Boys    | 22  | 16 | 9  | 4 | 3  | 34 | 10 | +24  |
| 3    | FC Bâle           | 21  | 16 | 10 | 1 | 5  | 27 | 21 | +6   |
| 4    | FC Aarau          | 20  | 16 | 8  | 4 | 4  | 27 | 19 | +8   |
| 5    | FC Berne          | 17  | 16 | 7  | 3 | 6  | 32 | 22 | +10  |
| 6    | FC Granges        | 13  | 16 | 5  | 3 | 8  | 20 | 33 | -13  |
| 7    | Concordia Bâle    | 11  | 16 | 5  | 1 | 10 | 26 | 38 | -12  |
| 8    | BSC Old Boys      | 10  | 16 | 4  | 2 | 10 | 15 | 40 | -25  |
| 9    | FC Solothurn      | 7   | 16 | 2  | 3 | 11 | 16 | 43 | -27  |

|  | Qualification pour la phase finale |
|  | Barrages de relégation             |

Barrage de relégation
Le barrage oppose le FC Solothurn, dernier du groupe Centre, au FC Lucerne, leader du groupe Centre de deuxième division. 
| Équipe 1     | Résultat | Équipe 2   | Aller | Retour |
| ------------ | -------- | ---------- | ----- | ------ |
| FC Solothurn | 4 - 3    | FC Lucerne | 2 - 1 | 2 - 2  |

#### Groupe Est
| Rang | Équipe                  | Pts | J  | G  | N | P  | Bp | Bc | Diff |
| ---- | ----------------------- | --- | -- | -- | - | -- | -- | -- | ---- |
| 1    | Grasshopper-Club Zurich | 28  | 16 | 13 | 2 | 1  | 57 | 22 | +35  |
| 2    | Young Fellows Zurich    | 24  | 16 | 11 | 2 | 3  | 40 | 20 | +20  |
| 3    | FC Lugano               | 19  | 16 | 8  | 3 | 5  | 47 | 36 | +11  |
| 4    | Blue Stars Zurich       | 16  | 16 | 6  | 4 | 6  | 40 | 43 | -3   |
| 5    | FC Zurich               | 15  | 16 | 6  | 3 | 7  | 43 | 42 | +1   |
| 6    | FC Chiasso              | 12  | 16 | 4  | 4 | 8  | 29 | 41 | -12  |
| 7    | FC Saint-Gall           | 10  | 16 | 3  | 4 | 9  | 27 | 38 | -11  |
| -    | FC Brühl Saint-Gall     | 10  | 16 | 3  | 4 | 9  | 26 | 47 | -21  |
| -    | FC Winterthur           | 10  | 16 | 5  | 0 | 11 | 26 | 46 | -20  |

|  | Qualification pour la phase finale |
|  | Barrages relégation                |

Barrages de relégation
Une triangulaire oppose les trois derniers ex aequo que sont le FC Saint-Gall, le FC Brühl Saint-Gall et le FC Winterthur. Le dernier match entre le FC Saint-Gall et le FC Brühl Saint-Gall n'est pas joué, le FC Winterthur ayant déjà perdu tous ses matchs.
| Équipe 1            | Résultat | Équipe 2      | Lieu         |
| ------------------- | -------- | ------------- | ------------ |
| FC Saint-Gall       | 3 - 0    | FC Winterthur | Wil          |
| FC Brühl Saint-Gall | 2 - 0    | FC Winterthur | Schaffhausen |

L'équipe ayant le plus de défaites, le FC Winterthur, affronte le leader du groupe Est de deuxième division, le FC Oerlikon ZH en barrage de relégation.
| Équipe 1       | Résultat | Équipe 2      | Aller | Retour |
| -------------- | -------- | ------------- | ----- | ------ |
| FC Oerlikon ZH | 3 - 6    | FC Winterthur | 2 - 2 | 1 - 4  |

#### Phase finale
| Rang | Équipe                  | Pts | J | G | N | P | Bp | Bc | Diff |
| ---- | ----------------------- | --- | - | - | - | - | -- | -- | ---- |
| 1    | Grasshopper-Club Zurich | 4   | 2 | 2 | 0 | 0 | 6  | 2  | +4   |
| 2    | FC Nordstern Bâle       | 2   | 2 | 1 | 0 | 1 | 3  | 3  | 0    |
| 3    | Étoile Carouge FC       | 0   | 2 | 0 | 0 | 2 | 2  | 6  | -4   |

|  | Champion de Suisse |

## Bilan de la saison
| Tableau d'Honneur                 |                         |
| Compétition                       | Vainqueur               |
| Championnat de Suisse de football | Grasshopper-Club Zurich |
| Coupe de Suisse de football       | Servette FC             |

| Promotions et relégations |       |
| Promus                    | Aucun |
| Relégués                  | Aucun |